# 백치 애인
"백치애인"은 1992년에 개봉한 대한민국의 영화이다.

## 캐스팅
- 하희라 : 혜린 역
- 이경영 : 명준 역
- 김예령 : 선희 역
- 김윤경 : 혜린 모 역
- 허택진 : 희섭 역
- 조민기 : 한일 역
- 박미숙 : 이모 1 역
- 김효정 : 이모 2 역
- 송석배 : 희섭 부 역
- 윤일주 : 목사 역
- 문미봉 : 목사부인 역
- 박경혜 : 여대생 역
- 박석규 : 교무주임 역
- 박정호 : 담임선생 역
- 신덕재 : 강 선생 역
- 민용환 : 교장 역
- 강유일 : 젊은이 1 역
- 소정섭 : 젊은이 2 역
- 김남기 : 아역 역
- 장희덕 : 술손님 1 역
- 신동준 : 술손님 2 역
- 김주영 : 술손님 3 역